# Ryan Coogler
Ryan Kyle Coogler (sinh ngày 23 tháng 5 năm 1986) là một nam nhà làm phim người Mỹ. Bộ phim truyện đầu tiên của ông, Fruitvale Station (2013), đã giành được giải thưởng cao nhất về khán giả và ban giám khảo trong cuộc thi kịch tính tại Liên hoan phim Sundance.
Năm 2013, anh được đưa vào danh sách 30 người dưới 30 tuổi của Time đang thay đổi thế giới. Tác phẩm của anh đã được các nhà phê bình ca ngợi vì tập trung vào các nền văn hóa và nhân vật thường bị bỏ qua, đáng chú ý nhất là người da đen. Anh thường xuyên cộng tác với nam diễn viên Michael B. Jordan, người đã xuất hiện trong tất cả các bộ phim của anh, cũng như nhà soạn nhạc Ludwig Göransson người đã ghi tất cả các bộ phim của anh.
Năm 2018, anh được Tạp chí Time bình chọn là 100 nhân vật ảnh hưởng nhất trên thế giới năm 2018.

## Sự nghiệp
Anh sinh ngày 23 tháng 5 năm 1986 tại Oakland, California, Hoa Kỳ.
Anh từng tham gia đạo diễn, chỉ đạo làm các bộ phim nhưː Fruitvale Station, Creed...
Vào tháng 1 năm 2016, Coogler đã ký hợp đồng và đạo diễn bộ phim Marvel Pantematic Universe Black Panther, [38] [39] khiến anh trở thành nhà làm phim Marvel Studios trẻ nhất